# Список главных тренеров «Анахайм Дакс»
Анахайм Дакс (англ. Anaheim Ducks) —  профессиональный хоккейный клуб, базирующийся в городе Анахайм, штат Калифорния, США. Команда, основанная в 1993 году, выступает в Тихоокеанском дивизионе Западной конференции Национальной хоккейной лиги (НХЛ). Домашней ареной является «Хонда-центр».
Клуб изначально назывался «Майти Дакс оф Анахайм» (или «Анахайм Майти Дакс») и лучшим достижением для него был выход в финал Кубка Стэнли 2003, в котором «утки» уступили «Нью-Джерси Девилз» в семи матчах. После смены названия в сезоне 2006/07 команда сразу же стала сильнейшей в лиге, выиграв в финале серию у «Оттавы Сенаторз» со счётом 4-1.
За свою историю клуб имел 10 главных тренеров. Первым тренером был Рон Уилсон, который возглавлял команду с 1993 по 1997 годы. Лидером по количеству проведённых матчей в качестве главного тренера и по количеству тренерских побед как в регулярных чемпионатах, так и в плей-офф является Рэнди Карлайл. Под руководством Карлайла «Анахайм Дакс» выиграл свой первый Кубок Стэнли в 2007 году.

## Список тренеров
| №  | Имя               | Период работы       | Регулярный чемпионат | Регулярный чемпионат | Регулярный чемпионат | Регулярный чемпионат | Регулярный чемпионат | Регулярный чемпионат | Плей-офф | Плей-офф | Плей-офф | Плей-офф | Достижения                                                                                       | Ссылка |
| №  | Имя               | Период работы       | И                    | В                    | П                    | Н/ПО                 | О                    | %                    | И        | В        | П        | %        | Достижения                                                                                       | Ссылка |
| -- | ----------------- | ------------------- | -------------------- | -------------------- | -------------------- | -------------------- | -------------------- | -------------------- | -------- | -------- | -------- | -------- | ------------------------------------------------------------------------------------------------ | ------ |
| 1  | Рон Уилсон        | 1993–1997           | 296                  | 120                  | 145                  | 31                   | 271                  | 40,5                 | 11       | 4        | 7        | 36,4     | —                                                                                                | [ 2 ]  |
| 2  | Пьер Паже         | 1997–1998           | 82                   | 26                   | 43                   | 13                   | 65                   | 31,7                 | —        | —        | —        | —        | —                                                                                                | [ 3 ]  |
| 3  | Крейг Хартсбург   | 1998–2000           | 197                  | 80                   | 82                   | 35                   | 195                  | 40,6                 | 4        | 0        | 4        | 0,0      | —                                                                                                | [ 4 ]  |
| 4  | Ги Шаррон         | 2000–2001           | 49                   | 14                   | 26                   | 9                    | 37                   | 28,6                 | —        | —        | —        | —        | —                                                                                                | [ 5 ]  |
| 5  | Брайан Мюррей     | 2001–2002           | 82                   | 29                   | 42                   | 11                   | 69                   | 35,4                 | —        | —        | —        | —        | —                                                                                                | [ 6 ]  |
| 6  | Майк Бэбкок       | 2002–2004           | 164                  | 69                   | 62                   | 33                   | 171                  | 42,1                 | 21       | 15       | 6        | 71,4     | Приз Кларенса Кэмпбелла (2003)                                                                   | [ 7 ]  |
| 7  | Рэнди Карлайл     | 2005–2011 2016–2019 | 736                  | 384                  | 256                  | 96                   | 864                  | 52,2                 | 83       | 46       | 37       | 55,4     | Чемпион Тихоокеанского дивизиона (2007, 2017) Приз Кларенса Кэмпбелла (2007) Кубок Стэнли (2007) | [ 8 ]  |
| 8  | Брюс Будро        | 2011–2016           | 352                  | 208                  | 104                  | 40                   | 456                  | 59,1                 | 43       | 24       | 19       | 55,8     | Чемпион Тихоокеанского дивизиона (2013, 2014, 2015, 2016)                                        | [ 9 ]  |
| 9  | Боб Мюррей (и.о.) | 2019                | 26                   | 14                   | 11                   | 1                    | 29                   | 53,8                 | —        | —        | —        | —        | —                                                                                                | [ 10 ] |
| 10 | Даллас Икинс      | 2019—2023           | 291                  | 100                  | 147                  | 44                   | 244                  | 34,4                 | —        | —        | —        | —        | —                                                                                                | [ 11 ] |